# Alexandre Vaz Pinto
Alexandre de Azeredo Vaz Pinto (Espinho, 10 de Maio de 1939) é um político português. Ocupou o cargo de Ministro do Comércio e Turismo no VII Governo Constitucional

## Carreira
Nasceu em Espinho no dia 10 de Maio de 1939. Fez o ensino básico na escola de Várzea de Ovelha e Aliviada, concelho de Amarante, até à 4ª classe, que fez na Escola Primária do Pioledo, em Vila Real. O liceu (1º ao 5º ano) em Vila Real no Liceu Camilo Castelo Branco, tendo terminado no liceu D. Manuel II no Porto, terminando no liceu Gil Vicente em Lisboa. Formou-se em Económicas no ISCEF / UTL (1956/61).

### Cargos exercidos
Técnico no INII
Técnico do Secretariado Técnico da Presidência do Conselho
Director do Gabinete de Estudos e Planeamento da BP
Director do Banco Nacional Ultramarino
Sub-Secretário de Estado do Comércio
Secretário de Estado do Comércio
Presidente da Sociedade Financeira Portuguesa
Ministro do Comércio e Turismo
Presidente do IIE (Instituto do Investimento Estrangeiro)
Vice-Governador do Banco de Portugal
Presidente do BES 1986-1996
Vice Presidente da CGD 1996-2000
Administrador não-executivo da Solvay Portugal 1988-2008
Membro do Conselho de Administração da Impresa (Administrador não executivo) 2001-presente
Outros cargos:
Presidente da Federação Portuguesa de Ténis, Presidente da Direcção do CIF (Clube Internacional de Futebol), Presidente da Direcção do Lisbon Sport Club

## Funções governamentais exercidas
- Presidência do Conselho do Prof Marcello Caetano
  - Secretário de Estado do Comércio

- VII Governo Constitucional
  - Ministro do Comércio e Turismo

## Vida pessoal
Casado com Maria Luiza Castel-Branco Giraldes, teve 6 filhos.